# Eugene Hebert
Pour les articles homonymes, voir Hébert.
Compléments
Le père Hebert disparut alors qu'il était engagé dans une mission de paix
Eugene John Hebert, né le 9 octobre 1923 à Jennings en Louisiane dans la paroisse de Jefferson Davis (États-Unis) et disparu le 15 août 1990 au Sri Lanka, est un prêtre missionnaire jésuite de nationalité américaine, connu pour son travail pastoral et ses activités en faveur des droits de l'homme et qui a disparu pendant la guerre civile du Sri Lanka. Il est présumé mort.

## Biographie
Eugene Hebert naît en 1923 en Louisiane dans une famille de lointaine ascendance française. Il entre chez les jésuites à l'âge de dix-sept ans, le 14 août 1941 quelques mois avant l'entrée en guerre des États-Unis dans la Seconde Guerre mondiale. Le jeune Hebert à l'issue de ses longues études est envoyé comme missionnaire à Ceylan (aujourd'hui Sri Lanka) où il arrive en septembre 1948. Il sert un an à Batticaloa, puis une autre année à Trincomalee au collège jésuite. Il est envoyé par ses supérieurs faire sa théologie à Poona, en Inde. Il est ordonné prêtre le 24 mars 1954. Il a trente ans.
Rentré à Ceylan en avril 1956, il est nommé enseignant au collège jésuite Saint-Joseph de Trincomalee et professeur de sport. Il en est même le principal pendant une courte période. Dans les années 1970, les écoles catholiques sont nationalisées par le nouveau régime et le Père Hebert est envoyé en 1974 à Batticaloa travailler comme directeur à l'Institut technique oriental (Eastern Technical Institute), établissement tenu à la fois par les méthodistes et les jésuites. Il est aussi entraîneur de basket-ball au collège Saint-Michel de Batticaloa (nationalisé en 1970).
Le Père Hebert est membre du comité de la paix de Batticaloa qui défendait la cause des familles de personnes disparues au cours de la guerre civile du Sri Lanka, opposant les forces gouvernementales aux rebelles tamouls.

## Disparition
À la mi-août 1990, les massacres s'intensifient, frappant les Tamouls srilankais, mais aussi des Maures srilankais. Ces derniers sont victimes d'un attentat (147 morts) à la mosquée de Kattankudy (sur la côte Est de l'île). Cela provoque des émeutes. Les musulmans envahissent les rues de la petite ville voisine de Valaichenai (abritant une minorité tamoule) et s'en prennent aux Tamouls dont beaucoup partent se réfugier à Batticaloa, où un camp est ouvert pour eux. Cependant des religieuses catholiques avec quelques élèves et du personnel, ainsi que le curé et quelques fidèles, sont prisonniers dans le couvent des sœurs. L'évêque de Batticaloa (en), Mgr Swampillai, y envoie le 13 août le Père Hebert afin de garantir une certaine sécurité au couvent et de négocier en cas d'attaque. Le 15 août, un convoi, avec camions et camionnettes, organisé par l'évêque doit ramener les sœurs et leur entourage à Batticaloa sous la protection du Père Hebert.
Mais ce dernier informe l'évêque, que, la situation s'étant stabilisée, il pouvait passer par une autre route traversant la ville d'Eravur (à majorité musulmane et où un certain nombre de Tamouls chrétiens avaient été tués en représailles), dont la population était composée de différentes ethnies. Il devait s'y rendre en raison d'un travail urgent concernant l'institut dont il était directeur.
Le père Hebert fut aperçu une dernière fois le 15 aout 1990, à 9 heures 45 du matin, alors qu'il conduisait un scooter vespa rouge sur la route d'Eravur. Bertram Francis, un élève de l'institut technique dirigé par le missionnaire, l'accompagnait : il est également disparu. L'ambassade américaine n'a jamais cherché à éclaircir les responsabilités dans cette disparition d'un citoyen américain.

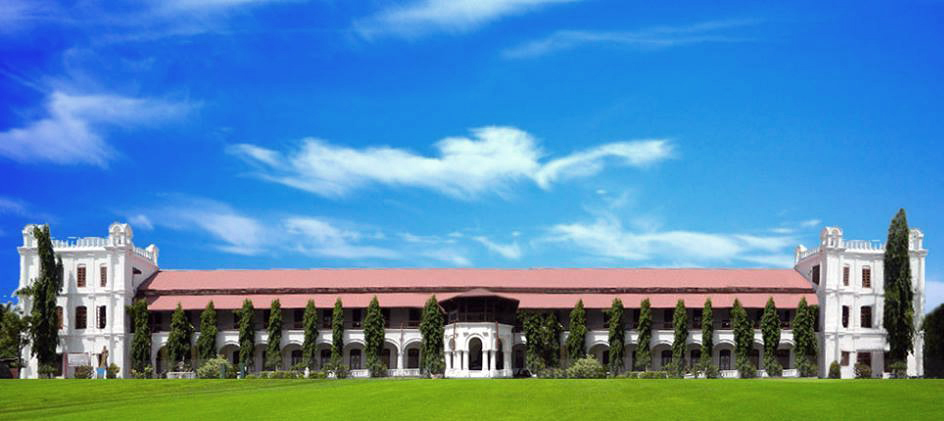
Vue du collège Saint-Michel de Batticaloa.